# Фроловское (городской округ Клин)
Фро́ловское — деревня в Клинском районе Московской области России, входит в состав городского поселения Клин. Население — 94 чел. (2010). Своё название деревня получила по храму Флора и Лавра (позже — храм Казанской иконы Пресвятой Богородицы).

## География
Находится на правом берегу реки Жорновки, в 4 км к юго-востоку от города Клина. Ближайшие населённые пункты — деревня Никитское и посёлок Чайковского.

## Население
| 2002 | 2006 | 2010 |
| ---- | ---- | ---- |
| 74   | ↘56  | ↗94  |

## Усадьба

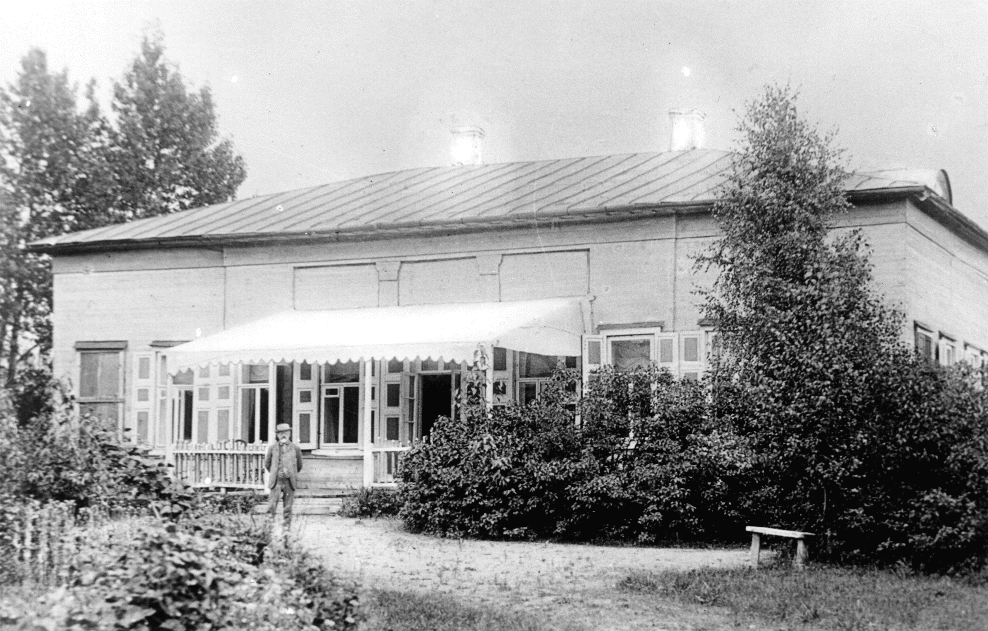
Чайковский возле своего дома во Фроловском (фото 1890 г.).

В 1888—1891 годах здесь жил великий русский композитор Пётр Ильич Чайковский, в гостях у которого часто бывал Александр Николаевич Скрябин. Здесь Чайковский работал струнным секстетом «Воспоминание о Флоренции» и начал работать над Симфонией «Жизнь».

## Транспорт
Вблизи деревни проходит Октябрьская железная дорога, на которой расположена одноимённая платформа.